# Posredni softver
U najopštijem smislu, posredni softver (engl. middleware, MW) je računarski softver koji pruža servise softverskim aplikacijama izvan opsega operativnog sistema. Stoga middleware nije deo operativnog sistema, ni sistema za upravljanje bazama podataka, niti je deo izvršnog softwera. Posredni softver na primer služi za stvaranje multimedijalnih aplikacija na brz i robusan način. On je kao “lepak za SW”. Posredni softver olakšava onima koji razvijaju softver da izvrše komunikaciju i ulazno-izlazne operacije (input/output), tako da oni mogu da se fokusiraju na specifičnost sopstvene aplikacije.  

## Tipovi MW servisa
- Komunikacioni: omogućavaju delovima distribuiranih aplikacija da komuniciraju međusobno.
- Informacioni: omogućavaju aplikacijama pristup i zajedničko korišćenje informacija u mreži.
- Upravljački: omogućavaju pozivanje udaljenih aplikacija, koordinaciju izvršavanja između višestrukih aplikacija i upravljanje višestrukim izvršavanjem.

## Tipovi posrednog sotwera
- RPC Middleware.Omogućava da se funkcija pozove iz jednog programa, a da se izvršava unutar drugog, na drugom računaru.
- MOM. Tradicionalni MOM je tipično queueings/w koji koristi poruke kao mehanizam za prebacivanje informacije od tačke do tačke.
- Na baze podataka orijentisan posredni softver. Aplikacioni programi koriste DB MW kao mehanizam za vađenje informacija iz lokalnih ili udaljenih BP 57.
- Transakcioni (TPM) posredni softver. Obavljaju posao koordinacije transfera informacija i deljenja metoda između brojnih različitih resursa.
- Distribuirani objekti (CORBA, COM/DCOM). Distribuirani objekti su u osnovi mali aplikacioni programi koji koriste standardne interfejse i protokole za međusobnu komunikaciju.